# Benny Anderssons orkester
Benny Anderssons orkester (ibland förkortat BAO) är en svensk musikgrupp med Benny Andersson som musikalisk ledare och kompositör. 

## Historik
Orkestern bildades på initiativ av Benny Andersson 2001 av 16 musikervänner. Samma år släpptes deras första album som klättrade till plats 1 på svenska försäljningslistan. Sveriges Television visade en dokumentär om inspelningsprocessen och med en livespelning på en restaurang i Stockholm. Bandet framträdde vid Berwaldhallens Trettondagsbaluns 2002, som även visades i tv. 
Flertalet av gruppens låtar framförs instrumentalt, med det förekommer låtar som framförs med sång och där har främst Björn Ulvaeus bidragit med texten. Singeln "Vår sista dans", som sjungs av Helen Sjöholm, låg på Svensktoppen i 30 veckor 2001-2002. Framgången följdes upp med nästa album 2004, som fick en Grammis för Årets schlager/dansband och där singeln "Du är min man" låg på Svensktoppen 278 veckor (2004-2009), vilket är ett rekord som inte kommer slås (nya regler för Svensktoppen från 2016 tillåter inte att låtar ligger kvar på listan efter 52 veckor). Vid Svensktoppens 50-årsjubileum utsågs låten till "Tidernas bästa svensktoppslåt". Låten blev även utsedd till Årets låt vid Svenska dansbandsveckan 2005. 
Flertalet somrar turnerade bandet i Skandinavien. Konceptet var "en konsert med dans" och på turnén medfördes därför en dansbana. Som vokalister medföljde Tommy Körberg och Helen Sjöholm. 2006 kom livealbumet BAO på turné. 
2009 lanserades gruppen internationellt som Benny Andersson Band då albumet Story of a Heart släpptes med sångtexter på engelska. Titellåten släpptes som singel i Sverige med svensk text och titeln "Sommaren du fick". Albumet innehåller främst låtar från tidigare album där nya engelska texter skrivits av Björn Ulvaeus.
Benny Anderssons Orkester har medverkat i flertalet TV-program i Sverige, såsom Allsång på Skansen och Moraeus med mera. Hösten 2022 medverkade de som husband i På spåret. 
Eftersom bandmedlemmarna är engagerade i andra projekt större delen av året, exempelvis i Orsa Spelmän och i orkestrar på teatrarna i Stockholm, sker inspelningssessioner, turnéer och framträdanden sporadiskt.  
Bandet har framfört en del låtar från Benny Anderssons tidigare grupp Abba vid sina konserter och de har även spelat in "Crush on You", som var ämnad för Abba. Delar av Abbas demoinspelning "I am a Seeker" användes till BAO:s "Upp till dig". 

## Medlemmar
- Benny Andersson – kapellmästare, dragspel, piano, synklavier m.m.
- Göran Arnberg – tramporgel, spinett
- Janne Bengtson – flöjt, piccola, krumhorn, barytonsax
- Pär Grebacken – saxofon, klarinett, piccola, blockflöjt
- Calle Jakobsson – tuba, ventilbasun
- Leffe Lindvall – trumpet, kornett
- Jogga (Jan-Anders) Ernlund – kontrabas
- Lars Rudolfsson – dragspel
- Jörgen Stenberg – trummor, slagverk
- Helen Sjöholm – sång
- Tommy Körberg – sång
- Leif Göras – fiol, cello, mandolin
- Nicke Göthe – fiol, mandolin
- Kalle Moraeus – sång, fiol, cittra, gitarr, banjo m.m.
- Olle Moraeus – fiol, altfiol, mandolin
- Per-Erik "Perra" Moraeus – fiol, mandolin, cirkussaxofon

## Diskografi

### Album
- 2001 – Benny Anderssons orkester
- 2004 – BAO!
- 2006 – BAO på turné
- 2007 – BAO 3
- 2009 – Story of a Heart
- 2011 – O klang och jubeltid
- 2012 – Tomten har åkt hem
- 2012 – BAO in Box (samlingsbox)
- 2016 – Mitt hjärta klappar för dig
- 2019 – Bästa låtarna
- 2024 – Alla kan dansa

### Singlar
- 2001 – "Vår sista dans"
- 2004 – "Du är min man"
- 2004 – "Midnattsdans"
- 2006 – "Det är vi ändå"
- 2007 – "Fait accompli"
- 2007 – "Du frälste mig i sista stund"
- 2009 – "Sommaren du fick"
- 2009 – "Story of a Heart"
- 2011 – "Kära syster"
- 2011 – "Allt syns när man är naken"
- 2014 – "Nyårsballongen"
- 2016 – "En natt i Köpenhamn"
- 2016 – "Mitt hjärta klappar för dig"
- 2019 – "Om du var jag"
- 2019 – "Lyckan kommer, lyckan går"

## Melodier på Svensktoppen
- 2001–2002 – "Vår sista dans" (med Helen Sjöholm)
- 2002 – "Lätt som en sommarfjäril" (med Helen Sjöholm)
- 2002 – "Cirkus Finemang"
- 2002 – "Vals ombord" (med Per Myrberg)
- 2003 – "Den glade bagarn i San Remo" (med Per Myrberg)
- 2004–2009 – "Du är min man" (med Helen Sjöholm)
- 2006–2007 – "Det är vi ändå" (med Helen Sjöholm och Tommy Körberg)
- 2007–2008 – "Fait accompli" (med Tommy Körberg)
- 2008 – "Nu mår jag mycket bättre" (med Helen Sjöholm och Tommy Körberg)
- 2009 – "Sommaren du fick" (med Helen Sjöholm)
- 2011–2013 – "En dag i sänder" (med Helen Sjöholm)
- 2012–2013 – "Vinterhamn" (med Helen Sjöholm)[2][3]
- 2016-2017 - "En natt i Köpenhamn" (med Helen Sjöholm och Tommy Körberg)

### Testades på Svensktoppen men missade listan
- 2008 - "Du frälste mig i sista stund" (med Helen Sjöholm)
- 2014 - "Nyårsballongen" (med Helen Sjöholm)
- 2017 - "Mitt hjärta klappar för dig" (med Helen Sjöholm)

## Utmärkelser

### Grammis
- 2005: Årets dansband/schlager (BAO!)
- 2007: Årets dansband/schlager (BAO på turne)
- 2008: Årets dansband/schlager (BAO 3)
- 2012: Årets dansband (O klang och jubeltid)